# Adam Beyer
Adam Beyer (né en 1976 à Stockholm, Suède) est un musicien et DJ suédois. Il est aussi producteur et a fondé Drumcode Records, Truesoul Records, Code Red Recordings et Mad Eye Recordings. Il est l'un des nombreux artistes techno suédois qui ont émergé durant la mi-1990 comme  Cari Lekebusch, Joel Mull, Jesper Dahlbäck, Alexi Delano et Christian Smith.

## Discographie

### Albums
| Nom                          | Label             | Date |
| ---------------------------- | ----------------- | ---- |
| Decoded                      | Planet Rhythm     | 1996 |
| Recoded: the remix Album     | -                 | 1997 |
| Protechtion                  | Drumcode          | 1999 |
| Stockholm Mix Sessions,vol.3 | Turbo             | 2002 |
| Ignition Key                 | Truesoul          | 2002 |
| Timewarp                     | Gema              | 2002 |
| Essential Underground, Vol.9 | Djsets            | 2005 |
| Fabric 22                    | Fabric            | 2005 |
| Fuse Presents Adam Beyer     | Music Man records | 2008 |
| Cocoon Heroes                | Cocoon            | 2011 |